# Zełenyj Haj (rejon iziumski)
Zełenyj Haj (ukr. Зелений Гай) – wieś na Ukrainie, w obwodzie charkowskim, w rejonie iziumskim, w hromadzie Borowa. W 2001 liczyła 133 mieszkańców.